# Tomas Ryde
Tomas Robert Ryde (n. august 1960) este un antrenor de handbal suedez și antrenor principal al echipei naționale de handbal feminin a României.
La sfârșitul sezonului 2007-08, Ryde a părăsit clubul danez Viborg HK „din motive familiale” pentru a se întoarce în Suedia. Secundul său, Jakob Vestergaard, a preluat atunci echipa după Ryde.
Tomas Ryde a acceptat funcția de antrenor principal al reprezentativei României la jumătatea lunii martie 2015, după ce i se făcuse o propunere asemănătoare și în 2008. Pe data de 4 octombrie 2016, el a fost înlocuit cu Ambros Martín.
În anul 2019 suedezul a revenit ca selecționer al echipei naționale a României.

## Palmares
Club
- Elitserien:
  - Câștigător: N/A

- Cupa Suediei:
  - Câștigător: N/A

- Liga Daneză de Handbal Feminin:
  - Câștigător: 2006, 2008

- Cupa Danemarcei:
  - Câștigător: 2007, 2008

- Liga Campionilor EHF:
  - Câștigător: 2006

- Trofeul Campionilor EHF:
  - Câștigător: 2006

Echipa națională
- Campionatul Mondial:
  -  Medalie de bronz: 2015 (cu România)

## Viața personală
Ryde locuiește în Lidingö, este căsătorit cu Marie și au împreună trei copii. El este fost ofițer de poliție.